# Município Bailundo
Município Bailundo är en kommun i Angola.   Den ligger i provinsen Huambo, i den centrala delen av landet, 400 km sydost om huvudstaden Luanda.
I omgivningarna runt Município Bailundo växer huvudsakligen savannskog. Runt Município Bailundo är det ganska tätbefolkat, med 67 invånare per kvadratkilometer.